# Rue de Cheverus
La rue de Cheverus est une voie du 9e arrondissement de Paris, en France.

## Situation et accès

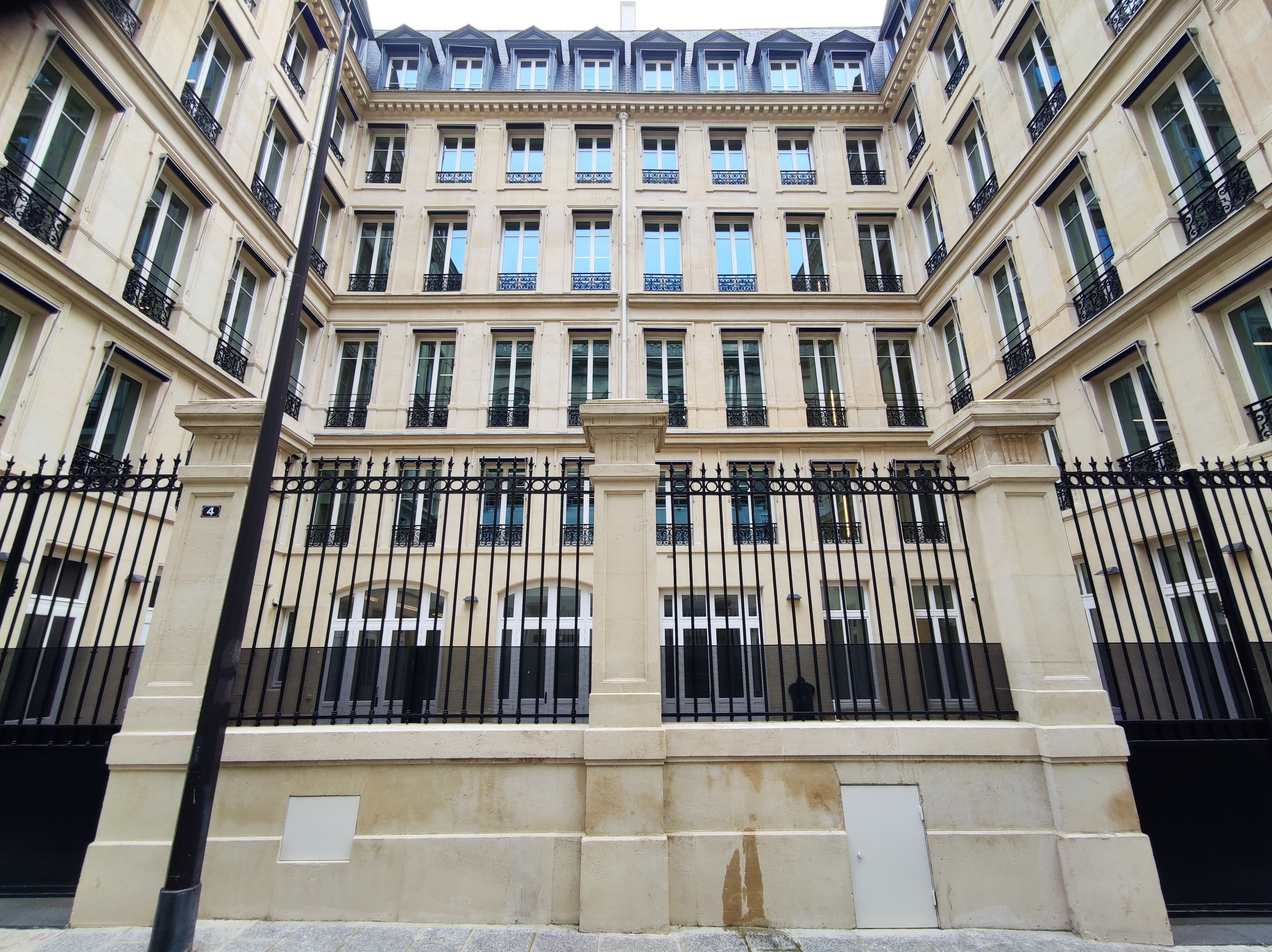
No 4 (et 8, place d’Estienne-d’Orves).

La rue de Cheverus est une voie publique située dans le 9e arrondissement de Paris. Elle débute au 8, place d'Estienne-d'Orves et se termine au 1, rue de la Trinité. Elle longe l'église de la Sainte-Trinité.
Le quartier est desservi par la ligne 12 à la station Trinité - d’Estienne d’Orves.

## Origine du nom

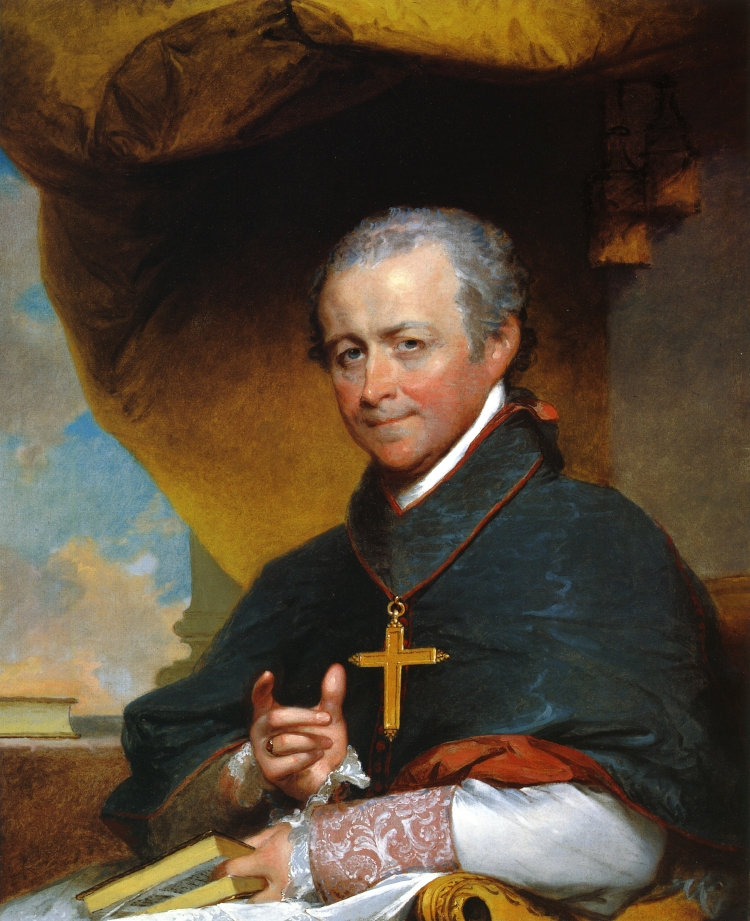
Jean Lefebvre de Cheverus.

La rue perpétue le souvenir de Jean Lefebvre de Cheverus (1768-1836), évêque de Bordeaux et cardinal-prêtre de la Trinité-des-Monts à Rome. La proximité avec l'église de la Trinité explique l'hommage.

## Historique
La voie a été ouverte par le décret du 19 décembre 1860, dans le cadre de l'érection de l'église de la Trinité et de l'aménagement des environs. Elle prend sa dénomination actuelle le 2 mars 1864.
« Napoléon, etc., sur le rapport de notre ministre secrétaire d’État au département l'Intérieur,
vu les délibérations du Conseil municipal de Paris, en date des 16 mars et 4 mai 1860 ;
le plan du périmètre et alignements projetés ;
les pièces de l'enquête ;
l'avis du sénateur, préfet de la Seine, et les autres pièces de l'affaire ;
les lois des 16 septembre 1807, 3 mai 1841 et l'ordonnance réglementaire du 23 août 1835 ;
notre Conseil d’État entendu, avons décrété et décrétons ce qui suit :
- Article 1 : sont déclarées d'utilité publique, dans la ville de Paris :
  - 1° - la construction, entre les rues Blanche et de Clichy, d'une église destinée à remplacer l'église provisoire dite de la Trinité ;
  - 2° - la formation des abords de cette église comprenant l'ouverture de quatre rues autour de l'édifice religieux ; la formation d'un square ;
 l'élargissement d'une partie de la rue Saint-Lazare ; 
l'établissement, au sud de ce square, d'un carrefour où viendraient aboutir et correspondre les rues Saint-Lazare, Blanche, de Clichy, de Londres, de la Chaussée-d'Antin, et le prolongement de la rue Ollivier. 
En conséquence, le sénateur, préfet de la Seine, agissant au nom de la ville de Paris, est autorisé à acquérir, soit à l'amiable, soit, s'il y a lieu, par voie d'expropriation, en vertu de la loi du 3 mai 1841, les immeubles dont l'occupation est nécessaire.

- Article 2 : toutefois, l'élargissement de la rue Saint-Lazare, au droit des immeubles portant les nos 97 à 113, sera exécuté par l'application des mesures ordinaires de voirie, conformément aux lois et règlements en vigueur.
- Article 3 : notre ministre, secrétaire d’État au département de l'Intérieur, est chargé de l'exécution du présent décret.

Fait au palais des Tuileries, le 19 décembre 1860. »